# Jüdischer Friedhof (Blomberg)

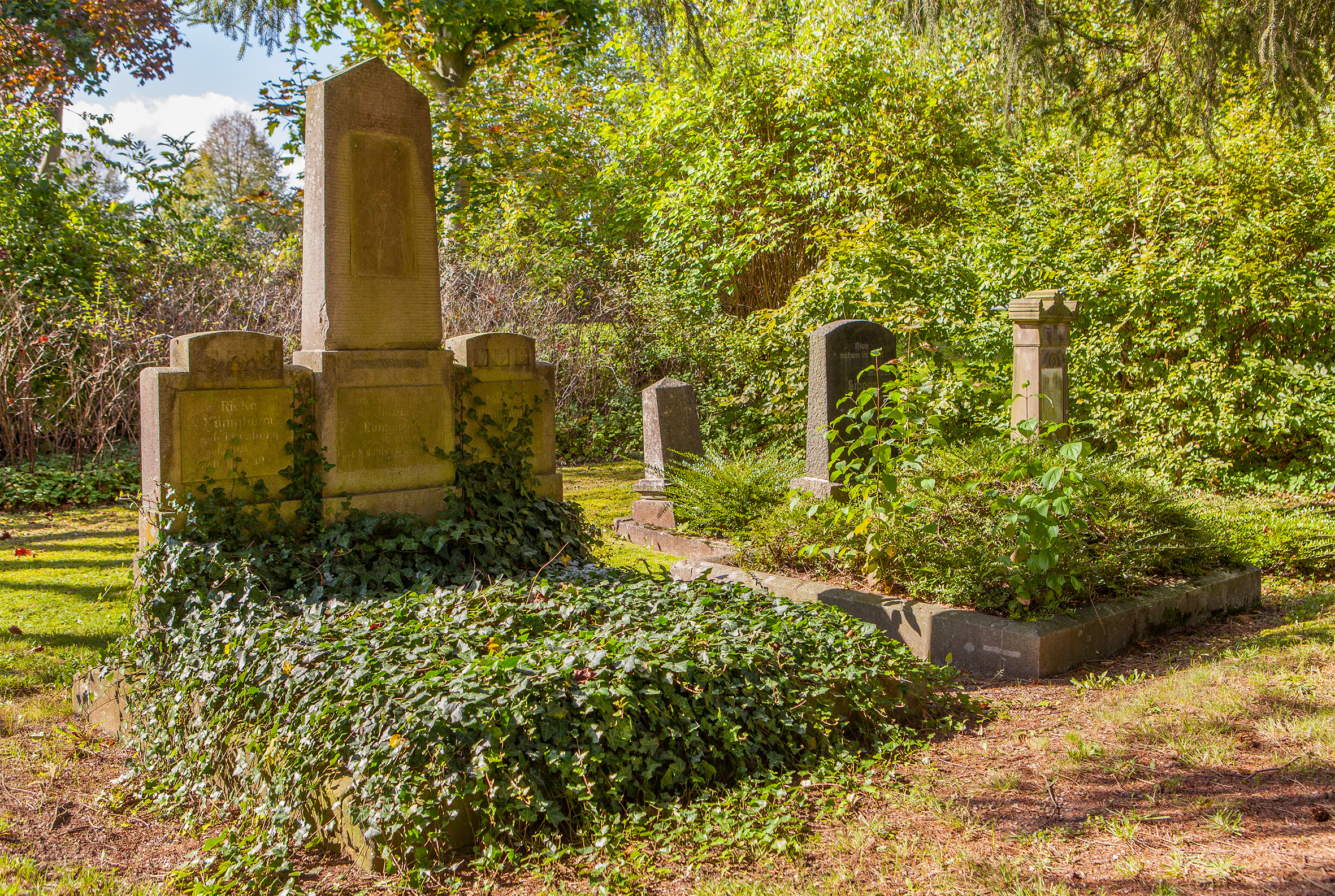
Der Jüdische Friedhof in Blomberg

Der Jüdische Friedhof  Blomberg liegt an der Reinickendorfer Straße in der Stadt Blomberg im Kreis Lippe in Nordrhein-Westfalen. Der jüdische Friedhof ist mit der Nummer 100 als Baudenkmal in die Denkmalliste der Stadt Blomberg eingetragen.

## Beschreibung
Der Jüdische Friedhof von Blomberg wurde Anfang des 20. Jahrhunderts im ehemaligen Heitheckschen Garten angelegt und bis 1934 belegt. Er wird auch als neuer Jüdischer Friedhof bezeichnet. Auf dem Friedhof sind heute noch sechs Grabsteine (Mazewot) erhalten.
Bis 1898 gab es in Blomberg bereits einen älteren jüdischen Friedhof im Bereich Heutor- und Rosenstraße. Dieser vermutlich aus dem 17. / 18. Jahrhundert stammende Friedhof ist heute unter einer Parkpalette verschwunden.  Es soll auch noch einen mittelalterlichen Vorgänger dieses Begräbnisplatzes gegeben haben, der sich jedoch nicht mehr lokalisieren lässt.